# Montanius
*Montanius est un nom de personne latin.
Ce nom de personne Montanius a une allure de nom de gens (l'équivalent de notre nom de famille chez les Romains) du fait qu'il comporte la finale -ius.
M.-Th. Morlet indique (NPAG, tome III 1985) que Montanius est issu du cognomen Montanus.
L'anthroponyme *Montanius est invoqué pour expliquer le toponyme *Montaniacum propre à la Gaule et qui est à l'origine du nom de nombreuses communes françaises telles que les diverses Montigny.